# Aston Martin Valkyrie
Aston Martin Valkyrie – hybrydowy hipersamochód produkowany pod brytyjską marką Aston Martin od 2019 roku.

## Historia i opis modelu

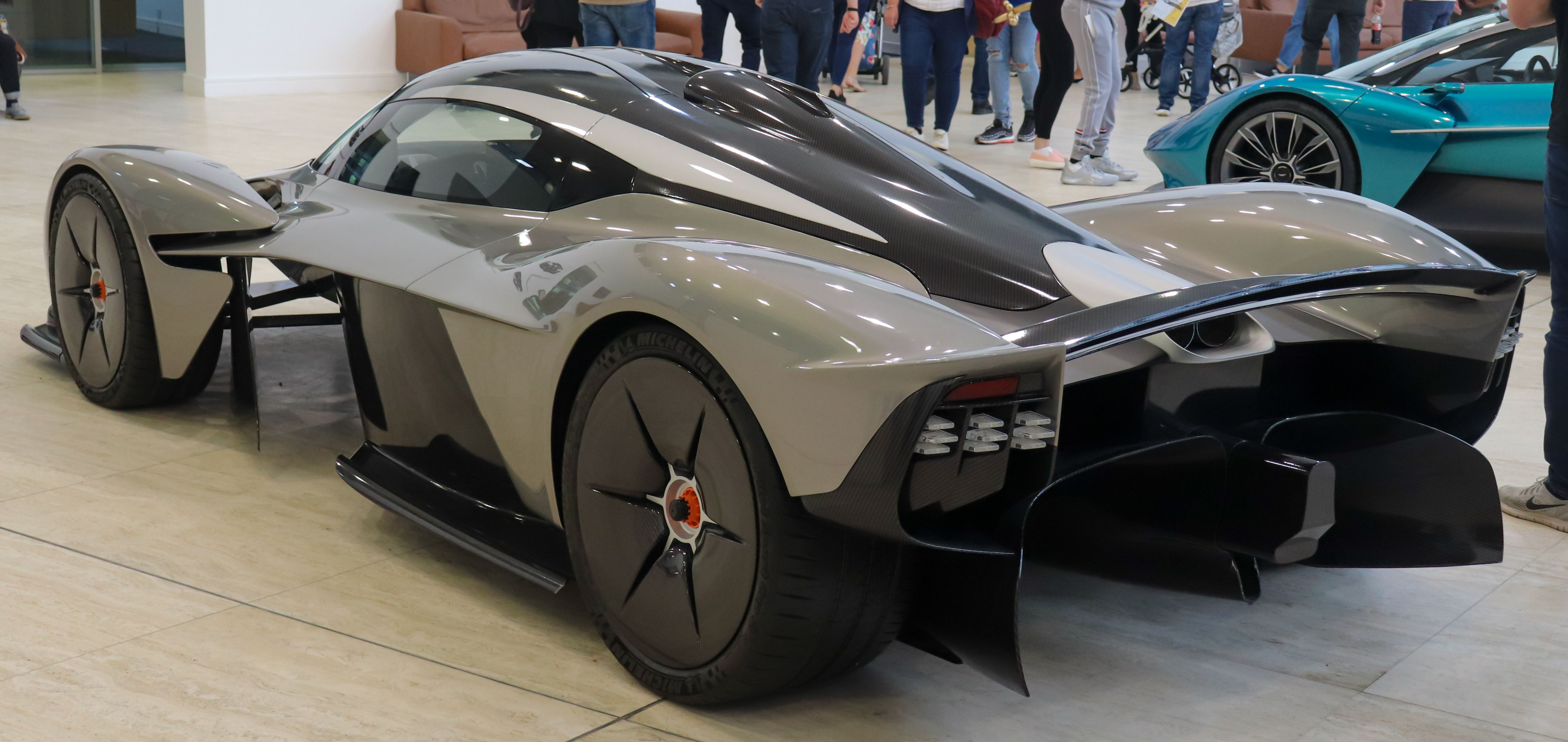
Aston Martin Valkyrie – tył

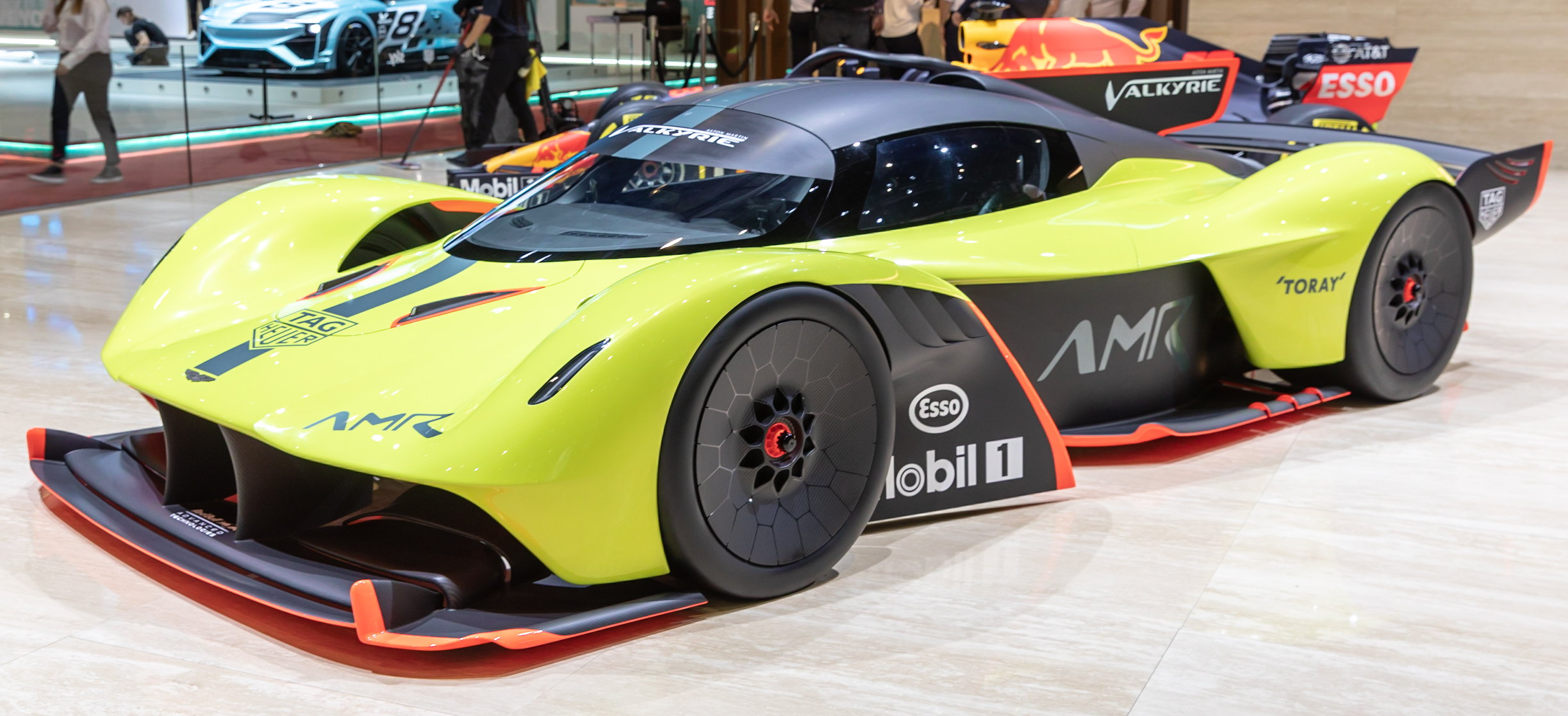
Aston Martin Valkyrie AMR Pro

Valkyrie to pierwszy supersamochód najwyższej klasy zbudowany przez markę Aston Martin. Nazwa samochodu nawiązuje do Walkirii z mitologii nordyckiej. Samochód został skonstruowany razem z zespołem Red Bull Racing, na co dzień działającym w wyścigach Formuły 1, głównie do jazdy po torze. Obrazuje to kształt nadwozia, który został podporządkowywany w pełni jak najlepszej aerodynamice samochodu. Producent uznał ten aspekt za tyle ważny, że Valkyrie posiada stosunkowo niewiele elementów upodabniających ją do innych, drogowych modeli Aston Martina – poza charakterystycznym kształtem przedniego wlotu powietrza.
Aston Martin Valkyrie napędzany jest wolnossącym silnikiem V12 o pojemności 6,5 litra i mocy 1013 KM. Jednostka napędowa jest pozbawiona turbodoładowania i charakteryzuje się bardzo wysokim maksymalnym momentem obrotowym wynoszącym 750 Nm. Silnik powstał we współpracy z firmą Cosworth, a silniki elektryczne dostarczył Rimac.

### Produkcja
Valkyrie to samochód o ograniczonej produkcji – już w momencie premiery producent ogłosił, że powstanie tylko 150 egzemplarzy. Jeden z nich zakupił klient w warszawskim autoryzowanym punkcie dealerskim Aston Martina. Wartość Valkyrie na polskim rynku wynosi ok. 15 milionów złotych, czyniąc go najdroższym w historii nowym samochodem sprzedanym w salonie samochodowym w Polsce.
W celu zapobiegania zjawisku spekulacji, Aston Martin nałożył na kupujących obowiązek podpisania klauzuli w umowie sprzedaży, o poinformowaniu producenta w przypadku chęci zbycia Valkyrii. Producent ma wówczas pierwszeństwo w złożeniu oferty.